# Basilica santuario di San Francesco Antonio Fasani
La chiesa di San Francesco d'Assisi è uno dei principali luoghi di culto cattolico di Lucera, situata in piazza Tribunali nel centro storico della città.
Nel 2001 è stata dichiarata "Santuario diocesano di San Francesco Antonio Fasani", dove ogni anno migliaia di devoti si recano ai piedi dell'altare ad onorare il corpo del Padre Maestro.
Nel 2008 il santuario è stato dichiarato "Monumento Testimone di una Cultura di Pace" e l'11 maggio 2012 è stato elevato alla dignità di basilica minore.

## Storia
Quando Carlo II d'Angiò nel 1300 mise fine alla colonia saracena, la fede cristiana fu ripristinata nella città di Lucera e con essa i suoi monumenti. Tra questi la nuova cattedrale, costruita in stile gotico-angioino, e la chiesa di San Francesco d'Assisi dell'Ordine dei Frati Minori. I lavori, iniziati nel 1304, terminarono nel 1318.

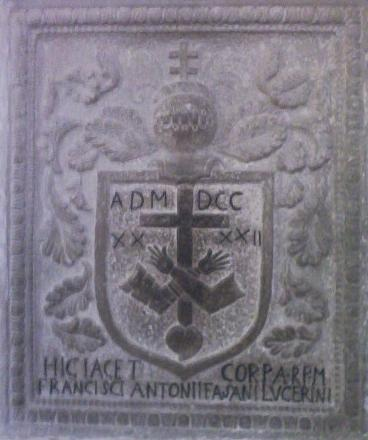
Lapide dell'antico sepolcro del Padre Maestro

A cavallo fra il seicento e il settecento, la chiesa fu al centro della vita di frate Francesco Antonio Fasani. Nato il 6 agosto 1681, fu gran predicatore e innamorato della Vergine Immacolata. Amante dei poveri e dei sofferenti, familiarmente dai lucerini veniva chiamato e ancora tuttora lo chiamano Padre Maestro. Istituì una mensa per i poveri, chiedendo frequentemente offerte alle famiglie nobile del tempo: Zunica, de Nicastri, Ramamondi e Lombardi. Fece realizzare da Giacomo Colombo una statua della Vergine Immacolata e una di san Francesco, che ancora oggi sono conversate nella chiesa.

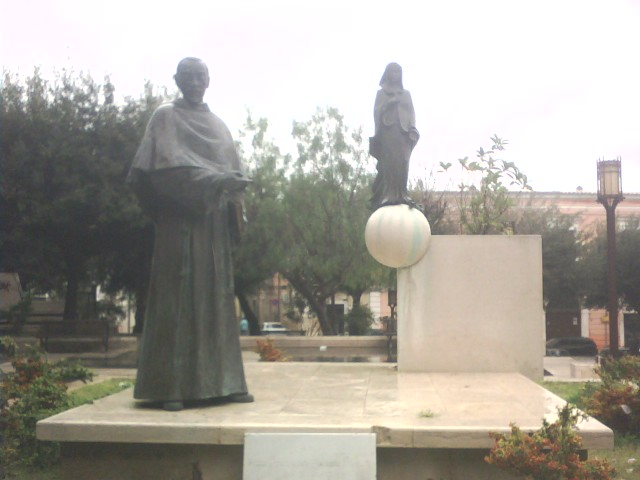
Monumento al Padre Maestro in piazza Tribunali a Lucera

A seguito del terremoto del 20 marzo 1731, il padre Maestro fece eseguire alcuni restauri alla Chiesa, con la successiva consacrazione il 26 aprile 1739. Tre anni dopo, il 29 novembre 1742, il frate morì in fama di santità e viene deposto in un sepolcro all'interno della chiesa.
Il convento, costruito a sinistra dell'abside, con la soppressione degli ordini religiosi del 1809, fu dapprima adibito a sede dell'archivio e della Camera notarile e poi inglobato, tranne alcune stanze, nel carcere giudiziario.
Tra il 1936 e il 1943 un nuovo intervento architettonico la riportò allo splendore primitivo.

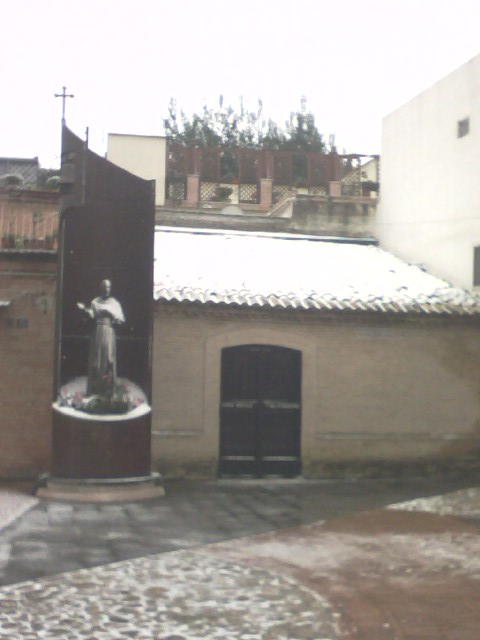
Casa natale di san Francesco Antonio Fasani

Il 15 aprile 1951 papa Pio XII proclama Beato p. Francesco Antonio Fasani. Il venerato corpo del frate venne riesumato, ricoperto di cera e deposto sotto l'altare maggiore della chiesa di san Francesco. La casetta di via Torretta che diede i natali a Padre Maestro, fu data in dono dagli eredi Tandoja alla curia vescovile di Lucera. Trasformata in piccolo oratorio, è subito diventata metà di devoti pellegrini. Nei suoi pressi è stata inaugurata la via in onore del Beato.
Nel 1956 padre Bernardino Nonni fonda la rivista Padre Maestro, che ancora oggi viene realizzata periodicamente da frati del convento francescano.
Il 13 giugno 1983 venne inaugurato, nel centro della piazza affiancata alla chiesa di San Francesco, un monumento al Padre Maestro, formato da due sculture in bronzo: l'immagine del beato e la figura dell'Immacolata.
Il 13 aprile 1985 Francesco Antonio Fasani viene proclamato santo da papa Giovanni Paolo II che, l'anno seguente, fece visita a Lucera per venerare il corpo del santo e per rendere omaggio all'icona angioina di Santa Maria Patrona, conservata nella cattedrale.
Nel 2000 viene realizzazione una statua di bronzo del santo e posta nella piazza antistante la casa natale di via Torretta.
Nel 2001 la chiesa è stata dichiarata "santuario diocesano di San Francesco Antonio Fasani", dove ogni anni migliaia di devoti si recano ai piedi dell'altare ad onorare il Padre Maestro.
Nel periodo 2002 - 2005 il santuario è stato sottoposto ad un'ulteriore ristrutturazione della zona absidale e del campanile e restauro degli affreschi.
Nel novembre 2008 il santuario è stato dichiarato "Monumento Testimone di una Cultura di Pace" dell'UNESCO
Il 16 novembre 2010, la cella, dove ha vissuto per 35 anni e ha esalato l, ultimo respiro san Francesco Antonio Fasani, è tornata a far parte del convento di Lucera. La comunità dei frati ha infatti ottenuto l'area da parte dell'amministrazione penitenziaria, che la deteneva da ben 144 anni.
Il 29 novembre 2010 viene inaugurato a Lucera l'"Anno Giubilare Fasaniano", in ricordo del 25º anniversario della canonizzazione di San Francesco Antonio Fasani, che si chiude il 29 novembre 2011. Durante l'intero anno è stato possibile ricevere l'Indulgenza Plenaria presso il santuario.
L'11 maggio 2012 al santuario è stato concesso il titolo di basilica minore, che viene proclamato il 29 novembre 2012 alla presenza del cardinale Giuseppe Bertello.

## Descrizione

### La chiesa

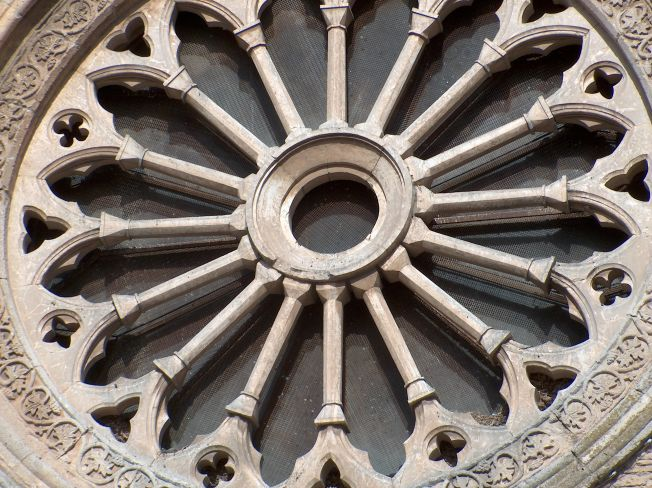
Rosone della Chiesa di San Francesco

Lo stile della chiesa è il gotico-angioino. La facciata presenta un prospetto a capanna, adornato da un portale gotico. Il tutto è sormontato da un rosone a sedici raggi ricostruito nel 1943. Sulla parete laterale, adiacente ai giardini di Piazza Tribunali, si apre il portale minore, sormontato da un agnello.

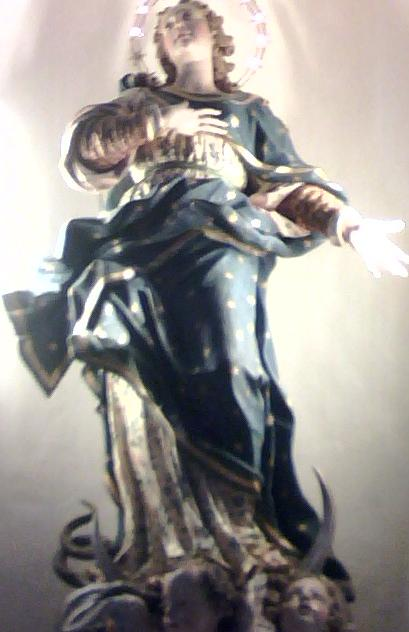
Statua dell'Immacolata Concezione di Giacomo Colombo, 1718

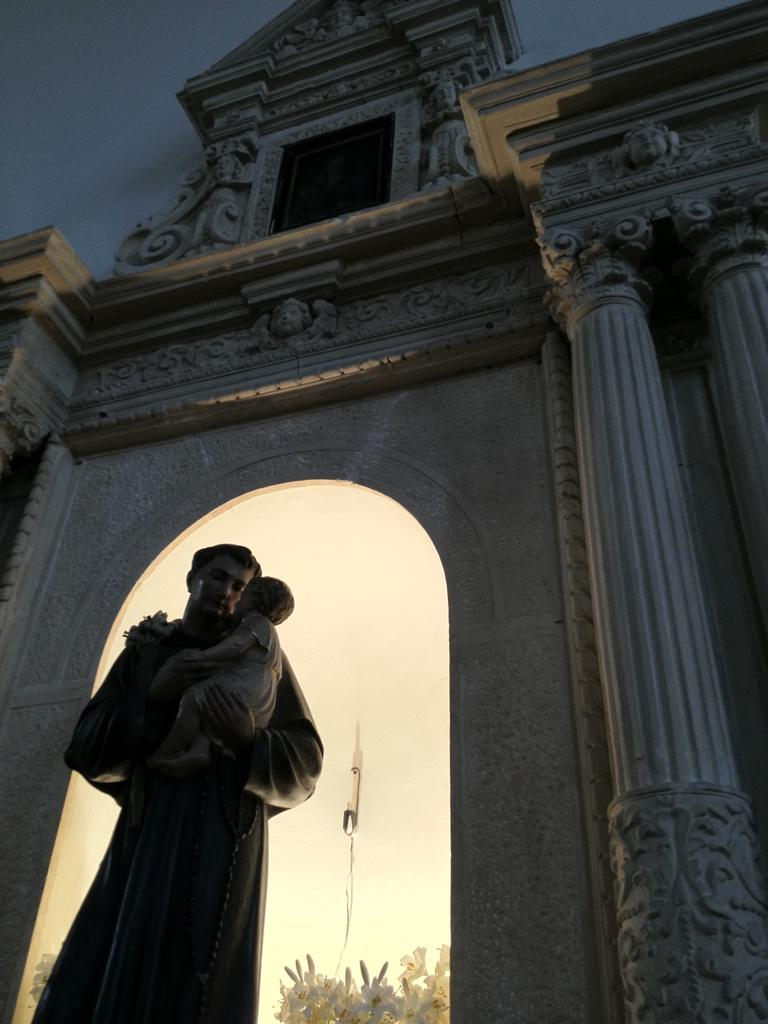
Altare di Sant'Antonio di Padova

L'interno del santuario è ad una sola navata ampia e molto alta, con un soffitto a capriate lignee, illuminata da quattro monofore ogivali; in alto tracce di affreschi del XV sec. 
Ai lati troviamo cinque altari settecenteschi in pietra arenaria che contengono le statue lignee dei santi venerati. Sul lato sinistro, partendo dall'ingresso, troviamo gli altari dedicati a san Francesco d'Assisi (1713), al Gesù Crocifisso (1600) e Sant'Antonio di Padova (1943). Sul lato destro, invece, gli altari dedicati a Ecce Homo (1600) e all'Immacolata Concezione (1718), intervallati dal pulpito, costituito dall'antico sarcofago del nobile cavaliere Santa del 1555.
Le statue di san Francesco d'Assisi dell'Immacolata Concezione sono opere di Giacomo Colombo. mentre quella dell'Ecce Homo è attribuita ad Aniello Stellato.
L'abside è separato dalla navata da un arco trionfale di 18 metri in pietra tiburtina. Di pianta pentagonale, prende luce da tre finestroni gotici, con decorazioni di affreschi. Nel registro inferiore abbiamo una doppia Crocifissione, un'Annunciazione e due papi sul lato sinistro. Sotto il finestrone di destra, una bifora in gotico fiorito fa da cornice ad un'Annunciazione del 1300. Ai lati, altri affreschi raffiguranti santa Caterina d'Alessandria, Sant'Antonio abate e Santa Margherita d'Antiochia.
Nel registro superiore, gli affreschi raffigurano storie di San Francesco d'Assisi. 
Al centro dell'abside, sotto un altare del 1942, in un'urna di bronzo, si conservano e si venerano le reliquie di san Francesco Antonio Fasani, composte in una statua di cera.
In controfacciata, sono collocate due tele di scuola napoletana del secolo XVIII di Girolamo Cenatiempo. L'una raffigura San Ludovico d'Angiò e vescovo di Tolosa, con ai lati san Bonaventura e santa Chiara; l'altra la Madonna della provvidenza, con ai piedi sant'Elisabetta di Turingia e Ungheria e santa Rosa da Viterbo. In oltre al di sotto del rosone, è presente una tela raffigurante la glorificazione di Francesco Antonio Fasani per la sua beatificazione.
Altre due tele, poste rispettivamente al di sopra del portale laterale e della porta che collega con la cappella dell'Addolorata, raffigurano i miracoli attribuiti al santo lucerino per la canonizzazione.  In una armadio vetrato si conservano i suoi vestiti logori e il cilicio, che indossava per fare penitenza, e di fianco all'altare di San Francesco è collocato l'originario luogo di sepoltura del santo.
Attraverso una porticina adiacente alla parete di sinistra si giunge alla cappella dell'Addolorata. Nell'abside sono conservate le statue del Crocifisso, del Cristo Morto e della Vergine Addolorata. Sulla parete destra si conservano una tela di grandi dimensioni raffigurante l'Esaltazione della Croce, datato a fine '500 - inizio '600 e, in una nicchia la statua lignea di san Francesco Antonio Fasani (1951). 
Sulla parete sinistra si conserva, in una nicchia, una statua del Cuore di Gesù. Una porticina, collega la cappella con i locali dell'Arciconfraternita di Santa Croce, Addolorata e Ss. Trinità.

### Il convento
Da una porticina, al lato dell'altare di Sant'Antonio di Padova, si accede alla sagrestia della chiesa, che conserva altre tele, e che è collegata tramite una porta all'adiacente convento dei frati minori conventuali. 
L'antico convento oggi è per lo più inglobato nella Casa Circondariale di Lucera. Nella piccola parte rimasta a disposizione della comunità francescana, vi sono il refettorio e la sala Fasani, antico portico del chiostro del convento, dove sono conservate diverse tele, molte delle quali raffiguranti San Francesco Antonio Fasani. Al primo piano vi sono le celle dei pochi frati che vi abitano e, tra di esse, è visitabile la cella di san Francesco Antonio Fasani, riottenuta dai frati il 16 novembre 2010, dopo che era stata detenuta per 144 anni dall'Amministrazione penitenziaria, che la deteneva da ben 144 anni.